# Beleg van Zutphen (1586)
Het Beleg van Zutphen in 1586 speelde zich af tijdens de maanden september en oktober, en was onderdeel van de Tachtigjarige Oorlog. De Staatse en Engelse soldaten trachtten zich meester te maken van de door een Spaans garnizoen bezette stad Zutphen.

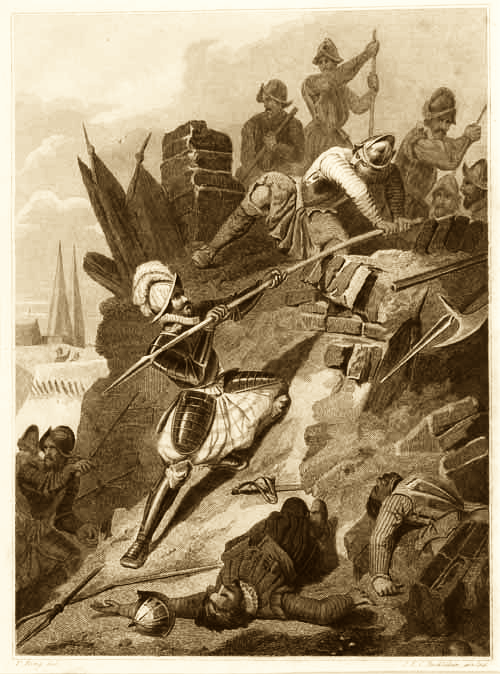
Vergeefs bestormden de Engelsen de Spaanse stellingen. 19e-eeuws schilderij.

De Spaanse veldheer Alexander Farnese (hertog van Parma) was op het ogenblik dat Robert Dudley, de Staatse legerleider, Zutphen belegerde, zelf bezig om Rijnberk te belegeren. Hij staakte zijn onderneming omdat hij wist dat Zutphen slechts voorraden had om 3 weken te doorstaan, en wijzigde zijn beleg van Rijnberk tot een loutere omsingeling om hulp van buitenaf te blijven belemmeren, terwijl hij met de hoofdmacht van zijn leger optrok naar Zutphen. De legers troffen elkaar bij Warnsveld op 22 september, waar de Spanjaarden wonnen. Zutphen werd zo bevoorraad, en opnieuw op 29 september en 12 oktober. De Staatsen gaven enige tijd later hun beleg van Zutphen op. De strijd verplaatste zich naar de schansen om Zutphen heen, waarvan de Engelsen er nog wel één wisten te bemachtigen, maar op 29 januari gaf de Engelse officier Rowland York deze verraderlijk over aan Taxis. Pas in 1591 waagde Maurits van Nassau opnieuw een aanval en wist Zutphen te veroveren.